# 3,4-亞甲二氧苯基-2-丙酮
3,4-亞甲二氧苯基-2-丙酮或胡椒基甲基酮（ MDP2P或PMK），是一种亚甲二氧基官能团取代的苯基丙酮部分组成的化合物。MDP2P通常使用瓦克尔法或过氧酸氧化法氧化黄樟素或其异构体异黄樟素合成。MDP2P在室温下不稳定，必须存放在冰箱内。
MDP2P是化学合成亞甲二氧基苯乙胺（MDxx）类化合物的前体，典型例子是3,4-亚甲二氧-N-甲基苯丙胺（MDMA，即搖頭丸的主要成分），也是MDxx族及前体黄樟素或异黄樟素的中间体。由於MDP2P能夠合成MDxx类化合物，因此MDP2P、黄樟素及异黄樟素因《化學品轉移和販運法》而被列入美国缉毒局《受控物質法》的《第一类化学品列表》。欧盟也將此化合物列爲第1类前体。